# Technisches Klettern

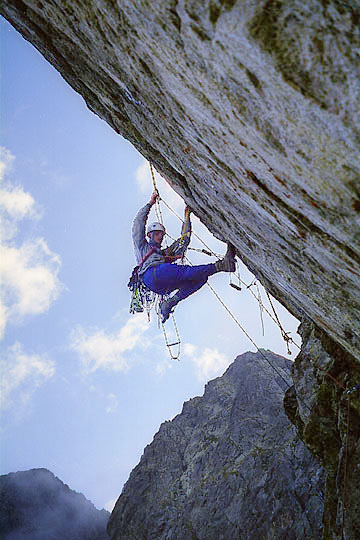
Technisches Klettern am Kościelec in der Hohen Tatra

Technisches Klettern bezeichnet beim Bergsteigen das Klettern an Felsen mit Hilfsmitteln wie Haken, Seilen und Strickleitern, die zur Fortbewegung genutzt werden. Im Unterschied dazu werden Hilfsmittel beim Freiklettern ausschließlich zur Sicherung gegen Absturz eingesetzt.
In der einfachsten Form werden beim technischen Klettern die Sicherungen als Griff oder Tritt verwendet, so etwa bei Klettersteigen. Bei zunehmender Schwierigkeit werden Felshaken geschlagen, an denen der Kletterer hängt oder an denen er am Seil aufsteigen kann. Aus Naturschutzgründen und durch technische Weiterentwicklungen von Sicherungsmaterialien werden heute auch oft mobile Klemmgeräte gesetzt.
Zusätzlich werden auch Strickleitern zum Stehen und Steigen eingesetzt. Damit kann sogar ein waagrechtes Dach überwunden werden, indem in einen Riss nacheinander eine Serie von Haken geschlagen wird, immer mit den Hakenköpfen nach unten, an denen hängend man sich langsam vorarbeitet. Gänzlich glatte Wandstücke ohne jeden Riss zum Einschlagen eines Hakens können beklettert werden, indem Löcher gebohrt und Bohrhaken eingedübelt, zementiert oder geklebt werden. All diese Techniken sind sehr langwierig und erfordern eine umfangreiche Ausrüstung. Lange Routen ab etwa 800 oder 1000 Meter Wandhöhe können meist nicht mehr in einem Tag geklettert werden, so dass in der Wand biwakiert werden muss.
Im technischen Klettern gibt es eine Bewertungsskala, die von A0 bis A5 (a: “artificial” engl. für künstlich) aufsteigend die Schwierigkeit einer technischen Kletterei bewertet, abhängig vom Kraftaufwand, der Schwierigkeit des Hakenschlagens und der Festigkeit des Felses.
Das technische Klettern wurde in den 1920er-Jahren von Kletterern in den Alpen entwickelt. Die bis dahin noch nicht durchstiegenen Wände konnten mit der damaligen Technik und Ausrüstung (Hanfseile, Nagelschuhe) nicht in freier Kletterei bezwungen werden. Deshalb begann man, zusätzliche Hilfsmittel einzusetzen.
In den 1930er-Jahren gelang mit Hilfe der technischen Kletterei die Begehung aller berühmten Nordwände der Alpen, z. B. am Matterhorn, Grandes Jorasses, Piz Badile, Dru, Großer Zinne und Eiger-Nordwand.
Nach dem Zweiten Weltkrieg wurde das technische Klettern weiter entwickelt und mit Hilfe von Bohrhaken wurden immer abweisendere Routen geklettert. Da auf diese Weise praktisch alles zu klettern ist, geriet die Entwicklung des technischen Kletterns in eine Sackgasse. So wurde in den 1970er-Jahren das Freiklettern als Gegenbewegung wieder populärer. Die Möglichkeiten des freien Kletterns wurden seither durch bessere Techniken, Training und Ausrüstung immer mehr erweitert. Heutzutage wird freie Kletterei soweit möglich bevorzugt. Technisches Klettern wird nach wie vor beim Bigwall-Klettern und in den langen extremen Routen der Alpen angewandt.
Das technische Klettern wurde auch in gewerblichen Bereichen angewendet. Gemeinsam mit dem Rigging des Segels haben sich Seiltechniken entwickelt, die heute eigenständige Berufszweige bilden. Dazu gehören die Einseiltechnik der Höhlenforscher, die Seilklettertechnik (SKT) in der Baumpflege, die Seilzugangstechnik (SZT) im Industriebereich, die Höhenrettung, das Rigging in der Veranstaltungstechnik, das Stunt Rigging und das Aerial Rigging.